# Au nom de l'art
 (septembre 2022).
 (juin 2023).
 (juin 2023).
Si vous êtes l’auteur de ce texte, vous êtes invité à donner votre avis ici. À moins qu’il soit démontré que l’auteur de la page autorise la reproduction et que ce contenu soit compatible avec les principes fondateurs de Wikipédia, cette page sera supprimée ou purgée au bout d’une semaine maximum. En attendant le retrait de cet avertissement, veuillez ne pas réutiliser ce texte.
Au nom de l’art, de la terre et l’essentiel est un projet destiné aux enfants de 7 à 15 ans. Il est ouvert à plusieurs disciplines artistiques à savoir : la peinture, la danse urbaine, le conte, la sculpture, la musique pour la recherche de l'identité culturelle et être le porte parole de ceux qui sont loin du gouvernent. Il était initié par l'artiste Célestin Mawndoé, un auteur-compositeur-interprète. Pour les enfants, l’objectif est de créer un cadre d’épanouissement, de divertissement et d’éducation à travers l’art et la culture, de les aider à travers la création à épanouir leur vie et en faire un endroit de vivre ensemble.
C'est aussi un projet pour aider les femmes potières de Gaoui à développer leur métier et de vivre de leur art. Cela leur permet d'avoir sur pied pour servir de lien et d’outils de communication entre la résidence de création destinée aux enfants et les reines de Gaoui. Au fil du temps, au nom de l’art devient au nom de l’art académie.